# Eudule ockendeni
Eudule ockendeni är en fjärilsart som beskrevs av W. Warren 1907. Eudule ockendeni ingår i släktet Eudule och familjen mätare. Inga underarter finns listade i Catalogue of Life.